# مايكل مورغان (مغني)
مايكل مورغان (بالألمانية: Michael Morgan)‏ (و. 1968  م) هو مغني ألماني، ولد في مرتسيغ.

## وصلات خارجية
- مايكل مورغان على موقع IMDb (الإنجليزية)
- مايكل مورغان على موقع ميوزك برينز (الإنجليزية)
- مايكل مورغان على موقع ديسكوغز (الإنجليزية)
- مايكل مورغان على موقع ديسكوغز (الإنجليزية)

- مايكل مورغان في قاعدة بيانات الأفلام على الإنترنت